# Église de l'Assomption de Lviv
Pour les articles homonymes, voir Église de l'Assomption et Assomption.
L'ensemble de l'église de l'Assomption (en ukrainien : Церква Успіння Пресвятої Богородиці), est un édifice architectural religieux de la renaissance (XVIe siècle et XVIIe siècle), situé place Pidvalna, à Lviv en Ukraine.
L'« Assomption » est aussi appelée « Dormition » de la Vierge Marie, pour évoquer son dernier sommeil durant lequel elle fut, selon la tradition orthodoxe, emportée au ciel par des anges. L'église est aujourd'hui attribuée à l'Église orthodoxe autocéphale ukrainienne.

## Histoire
C'est autour de cette place que se réunissait la communauté orthodoxe de la ville. Au milieu du XVIe siècle, apparaît la communauté fraternelle de l'Assomption (en), près de laquelle sont construites une imprimerie et une école. Dans l'église est placée une représentation de l'aigle à deux têtes, en mémoire du don important que fit le Tsar Fédor Ier, qui permet la construction de l'église.
L'ensemble se compose de plusieurs bâtiments :
- L'église de l'Assomption ou de la Dormition elle-même. La structure de l'édifice est soutenue par des colonnes de style renaissance italienne. Les murs sont séparés par des pilastres garnis d'arcs de fenêtres et de bas reliefs. L'intérieur est décoré par des peintures des XVIIe siècle et XVIIIe siècle et, aussi, par une iconostase de 1773. Aux fenêtres, les vitraux sont de Pierre Kholodny (uk), plus récents (1920-1930). Au plafond sont gravés les armoiries des donateurs. Les bas reliefs sont l'œuvre de maîtres de Lviv : Constantin et Jacob Koultchik.
- La chapelle des trois Hiérarques (ru) est réunie à l'église de l'Assomption et à la tour Korniakt, au milieu du XIXe siècle. Elle est consacrée en 1591. C'est une construction simple : des murs à angles droits soutiennent trois coupoles avec, au sommet, des tourelles. Le portail, enrichi d'une décoration en relief ornée de ceps de vignes, est un des chefs-d’œuvre de Lviv. C'est P. Krasovsky qui en réalise la construction.
- La tour-clocher dite Korniakt est réalisée aux frais du grand marchand et mécène grec, Konstanty Korniakt (en). On donne son nom à la tour. Elle mesure 65 m de haut. L'église fait partie de la communauté de l'Église orthodoxe autocéphale ukrainienne (УАПЦ). Elle sert de clocher à l'église de l'Assomption et a, également, dans le passé, joué un rôle en matière de protection en cas de guerre ou pour prévenir les incendies. Depuis 1695, elle s'élève sur 4 niveaux, au lieu de 3, précédemment. Les étages sont séparés par des entablements bien soulignés. La façade est en pierres polychromes et garnie de pilastres de style toscan.

À la gauche de la tour (à droite sur la photo), la grande coupole, verte et unique, est celle de la Cathédrale et du monastère des dominicains (en). Elle est au Registre national des monuments d'Ukraine.

## Description

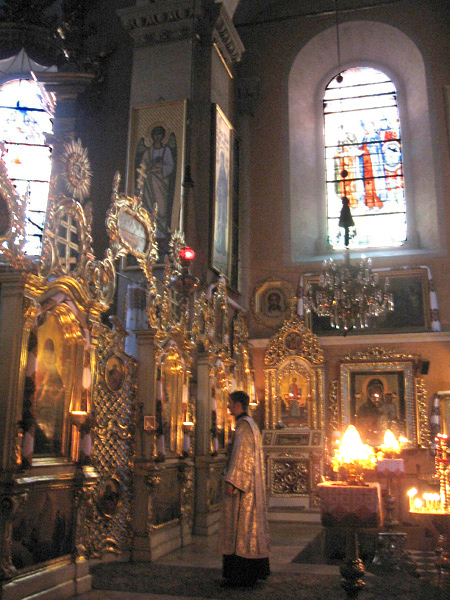
Intérieur.

Le plan de l'église de l'Assomption est basilical, à trois nefs, se prolongeant dans la Rue Rouska (Lviv), avec une abside en demi-cercle, qui s'avance vers la place Podval'naya. L'église est surmontée de trois coupoles, dominées par des tourelles. La coupole centrale est soutenue par des arcs, eux-mêmes appuyés sur quatre colonnes toscanes. Le plan et la structure du volume font référence à la fusion des traditions de la renaissance occidentale avec les traditions des bâtisseurs ukrainiens. Celles de la renaissance se révèlent dans le plan basilical et le décor architectural ; les ukrainiennes, dans la finition traditionnelle des coupoles. La disposition des pierres extérieures s'accorde avec celle du plan intérieur et se répartit entre des pilastres toscans, dans des plans symétriques. Dans ceux-ci sont sculptés des encadrements de fenêtres ornés d'archivoltes. La façade est achevée par un entablement développé, dont les composants sont une frise dorique à métopes, triglyphes et à rosettes. Dans les espaces des métopes apparaissent des pierres sculptées en relief, évoquant des thèmes bibliques et évangéliques.
À l'intérieur de l'église, les espaces sont répartis en trois parties : l'espace des fidèles, la nef principale et l'autel. Les matériaux utilisés jouent toujours un rôle esthétique important : la pierre blanche sculptée des colonnes (très sobres), des arcs, des pilastres. La coupole centrale est garnie, à sa base, d'une frise dorique décorée de caissons et de rosettes. Au plafond, des pierres sculptées représentant les armoiries des donateurs qui, par leur générosité, permettent la construction de l'église. La base des deux autres coupoles, dans l'espace des fidèles et de l'autel, est décorée d'une frise a métopes et triglyphes.

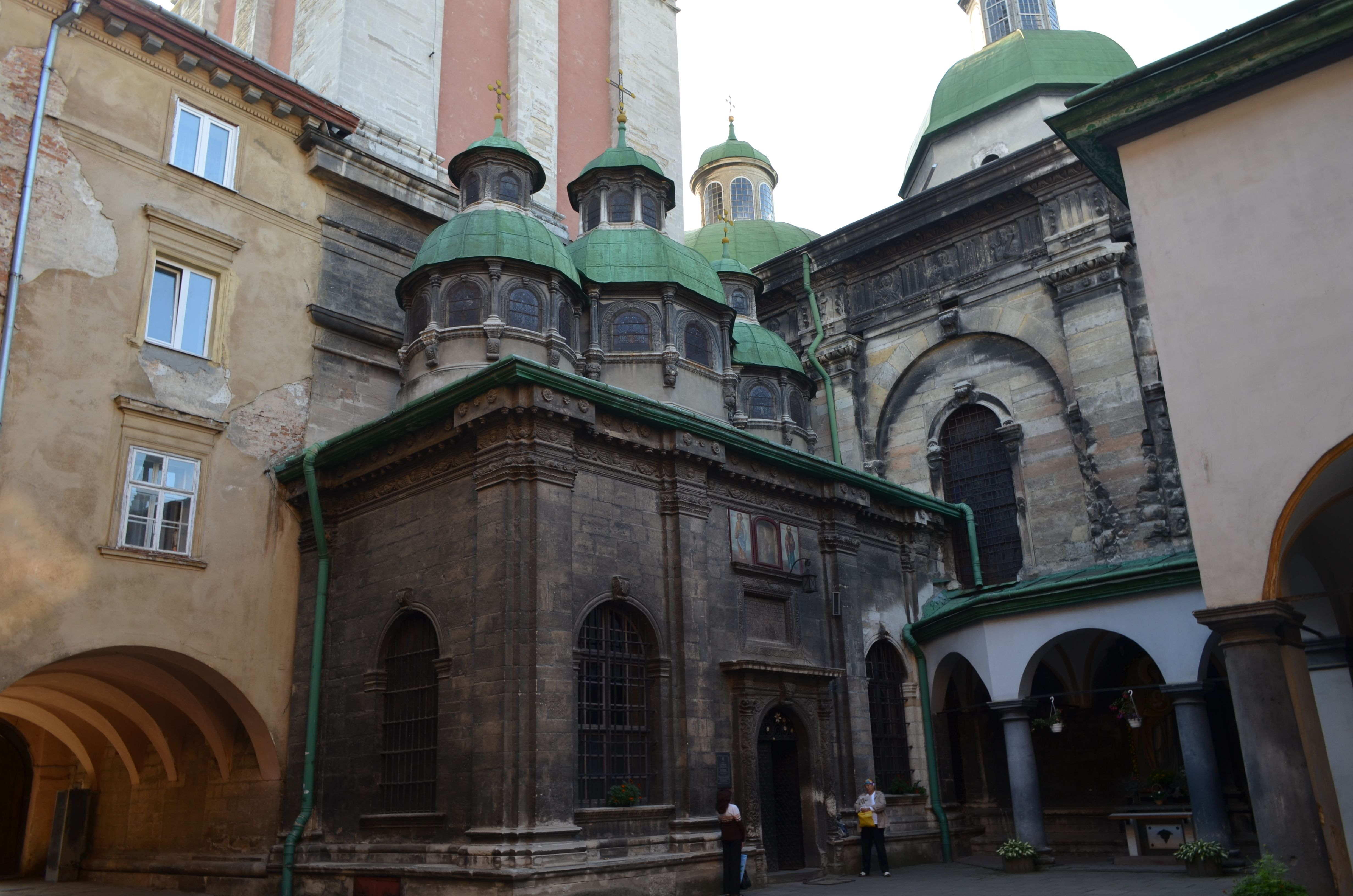
Chapelle des trois Hiérarques.

Les murs, comme ceux de l'extérieur, sont séparés par des pilastres et l'architecture intérieure est rehaussée par un escalier à deux niveaux, conduisant aux galeries latérales, au nord et au sud. La lumière entre dans l'église par de grandes fenêtres, garnies de vitraux réalisés par un artiste de Lviv de la première moitié du XXe siècle : Pierre Kholodny (uk).
L'église conserve des richesses de l'art du XVIIe siècle et du XVIIIe siècle. Les plus précieuses, des icônes d'une période passionnée, d'une première iconostase de l'Assomption 1630—1638, sont réalisées par un artiste de Lviv, Senkovitch, Fédor. En 1630 elles brûlent en grande partie et seuls quelques éléments subsistent. Nicolas Petrachnovitch, en 1638, restaure l'iconostase et réalise, à cette fin, quatorze nouveaux éléments. L'ensemble se trouve, depuis le XVIIIe siècle, dans l'église du village de Velyki Hrybovychi (en), près de Lviv, à qui elle a été vendue en 1767. Elle est remplacée, à Lviv, par une iconostase de Yablonsky. Des vingt icônes montées dans le diptyque initial de 1630-1638, trois sont de Féodore Senkovitch (L'entrée du Christ à Jérusalem, la Descente aux Enfers, La Résurrection de Lazare) et quatorze de Nicolas Petrachnovitch, les autres provenant de la deuxième moitié du XVIIIe siècle. Seuls les modèles des peintures du XVIIe siècle décorent encore les murs de l'église à Lviv, les originaux étant à Bolchié Gribovitchi.
Durant la seconde moitié du XVIIIe siècle, Féodocie Streblinka (ru), noble galicienne, épouse du prêtre du village de Miklachev (ru), le Père Alexeï Strelbitski fait don de six mille Złotys pour la construction de l'église de l'Assomption. C'est en souvenir de cette donation que son portrait est placé sur les murs de l'église. Aujourd'hui, ce portrait fait partie de la collection Vosnitsky, Boris Grigorievitch (ru), à la Galerie d'art nationale de Lviv, au sein de l'exposition du château d'Olesko.

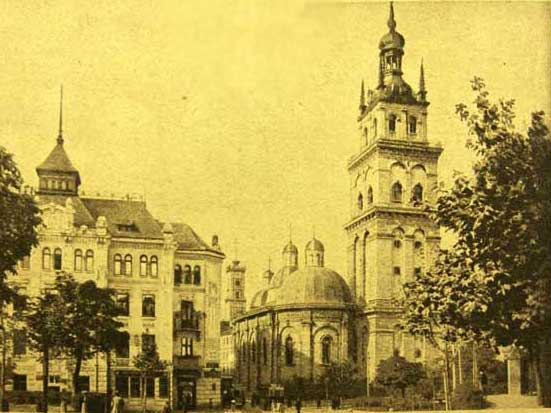
L'église, en 1918.

En 1779, l'église est endommagée par un incendie. Elle est restaurée en 1796. À cette occasion, le toit et la coupole centrale sont modifiés. Entre 1965 et 1973 sont également menés des travaux de restauration.
Une plaque commémorative placée sur le mur extérieur rappelle la mémoire du métropolite de Kiev, le moldave Pierre Movilă, et le surnom d'„église valaque” (волоська церква ou wołoski kościół ) donné à l'Église de l'Assomption en raison des donations des souverains moldaves des années 1547-1549, Alexandru Lăpușneanu, Jérémie Movilă et Sémion Movilă (père du métropolite).